# Pachyseris gemmae
Pachyseris gemmae là một loài san hô trong họ Agariciidae. Loài này được Nemenzo mô tả khoa học năm 1955.